# خورخه تایلر
خورخه تایلر (انگلیسی: Jorge Theiler؛ زادهٔ ۱۲ مهٔ ۱۹۶۴) بازیکن فوتبال اهل آرژانتین است.
از باشگاه‌هایی که در آن بازی کرده‌است می‌توان به باشگاه فوتبال ریور پلاته، باشگاه فوتبال سنت گالن، باشگاه فوتبال نیولز اولد بویز، و باشگاه ورزشی سن لورنسو آلماگرو اشاره کرد.
وی همچنین در تیم‌های ملی فوتبال زیر ۲۰ سال آرژانتین و آرژانتین بازی کرده‌است.